# Copaxa
Copaxa — род чешуекрылых из семейства павлиноглазок и подсемейства Arsenurinae.

## Систематика
В состав рода входят:
- Copaxa cineracea Rothschild, 1895 — Эквадор и Северный Перу
- Copaxa copaxoides (Dyar, 1912) — Мексика
- Copaxa cydippe (Druce, 1894) — Мексика и Гватемала
- Copaxa decrescens Walker, 1855 — Коста-Рика, Панама, Колумбия, Эквадор и Рио-де-Жанейро (Бразилия)
- Copaxa denda Druce, 1894 — Мексика
- Copaxa escalantei Lemaire, 1971 — Мексика, Гватемала, Коста-Рика и Панама
- Copaxa expandens Walker, 1855 — Панама, Эквадор и Венесуэла (2 подвида)
- Copaxa lavendera (Westwood, 1853) — Мексика и Гватемала
- Copaxa mannana Dyar, 1914 — Мексика
- Copaxa mazaorum Lemaire, 1982 — Мексика
- Copaxa medea (Maassen, 1890) — Эквадор
- Copaxa muellerana (Dyar, 1920) — Мексика
- Copaxa multifenestrata (Herrich-Schäffer, 1858) — Эквадор, Мексика, Никарагуа и Панама
- Copaxa rufinans Schaus, 1906 — Мексика, Гватемала, Коста-Рика, Колумбия и западная часть Эквадора
- Copaxa sophronia Schaus, 1921 — Мексика и Гватемала
- Copaxa sapatoza (Westwood, 1854) — Мексика, Колумбия
- Copaxa semioculata (R. Felder & Rogenhofer, 1874) — Западная Венесуэла, Эквадор, Колумбия и Северный Перу
- Copaxa orientalis Lemaire, 1975 — Эквадор и Колумбия
- Copaxa herbuloti Lemaire, 1971 — Северо-Западный Перу
- Copaxa lunula Wolfe & Conlan, 2003 — Северный Перу и Боливия
- Copaxa simson Maassen & Weymer, 1881 — Панама
- Copaxa trotschi Druce, 1886 — Панама
- Copaxa chapata (Westwood, 1853) — Мексика
- Copaxa syntheratoides Rothschild, 1895 — Коста-Рика
- Copaxa multifenestrata Herrich-Schäffer, 1858 — Мексика, Панама (2 подвида)